# Auteuil
Auteuil este o fostă comună franceză, ridicată la rang de parohie în 1192 și integrată în 1790 în departamentul Seine. Centrul său a fost absorbit de comuna vecină Paris, iar partea sa de sud de către Boulogne-sur-Seine în 1860 pentru a forma cartierul Billancourt, de unde provine numele oficial al actualei comune Boulogne-Billancourt din 1926. Cu toate acestea, numele său dăinuie în actualul cartier Auteuil, corespunzător zonei de sud a arondismentului 16 din Paris.

## Toponimie
Etimologia toponimului Auteuil poate face referire la latinul altar („altar”), sau la latinul altum („elevat”) și la galicul ialo („poiană, zonă defrișată”), sau chiar la latinul altarium (micul deal). Originea exactă a termenului este necunoscută. Din Altogilum, toponimul devine Auteuil în secolul al XVI-lea.
Numele Auteuil se regăsește și în alte regiuni.

## Istoric

### Fântâna de la Nigeon (447-1108)
În anul 623, testamentul lui Bertrand du Mans, fiul unui magnat din Poitou devenit episcop și proprietar al vilei Nigeon, care se afla pe locul actualului Trocadéro, menționează viitorul Auteuil și izvorul său sub denumirea de Fontainette (Fontanitum).
La 28 februarie 717, sub domnia lui Chilpéric al II-lea, pădurea Rouvray, Rubridum sylva, care se întindea la vest de Parisul de atunci până la actuala Place de la Concorde și terenul de vânătoare de la Monceau, a fost împărțită între abația Saint-Denis și abația Sainte-Geneviève. Partea de vest și malul Senei din aval de Saint-Cloud au revenit abației Saint-Denis, iar partea de est și malul din amonte, abației Sainte-Geneviève. Călugării de la Sainte-Geneviève au primit responsabilitatea priorei Saint-Martin-des-Champs și a oratoriului pe care aceasta îl întreținea la Sanctum Martyrum.
În 1060, Henric I ordonă reconstruirea mănăstirii Saint-Martin-des-Champs, distrusă de normanzi, la fel ca și abația Sainte-Geneviève-du-Mont. Regele oferă călugărilor de la Sainte-Geneviève o biserică situată pe malul care le revine, între Auteuil și Montmartre, în Chaillot, care devine principala parohie a prioratului Saint-Martin. La sud de Chaillot, teritoriul nu intră sub controlul călugărilor de la Sainte-Geneviève. După ce orașul Le Mans a fost devastat în 1069 de Wilhelm Cuceritorul în urma unei revolte, teritoriul viitorului Auteuil se numără printre donațiile făcute noii abații de la Bec, pe care arhiepiscopul de Canterbury, Anselm, o transformă într-un simbol al bisericii normande.

### Senioria Auteuil (1109)
În anul 1109, puternicii și bogații canonici ai capitlului abației Sainte-Geneviève cedează abației de la Bec, din motive geografice și politice evidente, Gamilly și diverse alte enclave pe care le dețin în Normandia, în jurul orașului Vernon, unde se află colegiala Notre-Dame. În schimb, aceștia primesc tot ceea ce dețineau englezii în Paris, inclusiv vii, precum și teritoriul Auteuil.
Schimbul are loc cu ocazia succesiunii regelui capetian defunct Filip I, în contextul rivalității pentru supremația în Franța dintre thibaldianul Theobald cel Mare, nepot al lui Wilhelm Cuceritorul și fratele mai mare al viitorului rege al Angliei, Ștefan, și Ludovic al VI-lea, contestat de fratele său vitreg Philippe de Montlhéry. Cancelarul Étienne de Garlande, unchi prezumtiv al Héloïsei, coordonează manevrele. În anul următor, el se numește decan al capitlului Sainte-Geneviève, unde sprijină cu entuziasm introducerea învățământului modernist care va sta la baza Universității lui Abélard.
Abatele de la Sainte-Geneviève devin seniorii Auteuil, însă veniturile acestui domeniu sunt redistribuite sub formă de prebendă unui dintre canonicii capitlului abației, probabil pentru a-l remunera pentru această operațiune de achiziție, întrucât această prebendă este recuperată puțin înainte de decesul beneficiarului său, în 1162.
Senioria a dăinuit până la Revoluție. La momentul creării sale, aceasta se întindea spre vest pe aproape tot teritoriul actualului Boulogne-Billancourt, incluzând insula Sèvres, granița cu parohia Saint-Cloud fiind trasată de actuala rue de Billancourt. În nord-vest, teritoriul includea ceea ce va deveni castelul Boulogne, astăzi situat în Neuilly-sur-Seine, precum și pădurile aparținând domeniului regal de la Clichy, dintre care actuala Bois de Boulogne
este un vestigiu.
Puterea temporală era încredințată, împreună cu teritoriile Issy și Vanves, seniorilor din Passy, însărcinați să colecteze impozitele pentru călugării de la Sainte-Geneviève. Acest ansamblu temporal, din care făcea parte și Auteuil, era un franc-alleu numit moșia Beaudoin (probabil după numele seniorului normand de la care abații Sainte-Geneviève l-au achiziționat prin tratatul din 1109).

### Dezmembrarea și arendarea (1110-1191)
Călugării de la Sainte-Geneviève, sub conducerea decanului lor, Étienne de Garlande, valorifică locul numit Fontainette și izvorul său prin construirea unei case de odihnă și sejur pentru bolnavii abației. Pentru a finanța această operațiune, ei arendează sudul noii parohii, Billancourt și Les Longs Prés, abației Saint-Germain-le-Rond.
În 1134, cătunul Menuls lès Saint-Cloud a fost desprins de Auteuil de către regina Adelaide și atașat noii abații de la Montmartre. În 1330, acest cătun va deveni Boulogne la Petite. Locuitorii fermei din Billancourt, situată la sud de actuala rue du Vieux-Pont-de-Sèvres și insula Sèvres, au rămas atașați serviciului parohial din Auteuil.
Centrul localității Auteuil s-a aflat astfel fizic separat de noua parohie vecină prin pădurea Rouvres, un domeniu disputat între locuitori și rege, ale cărui margini sudice corespund actualelor rue du Chemin-Vert și rue Denfert-Rochereau.
În 1150, la două generații după concesiunea făcută abației Saint-Germain, fermierul Arnold, senior de Chailly, și soția sa, Aveline, donează, fără a include proprietatea de bază, Billancourt, mai puțin de o sută de hectare situate în extremitatea vestică, tinerei abații Saint-Victor-des-Champs.

### Exploatarea seniorială (1192-1336)
În 1192, episcopul Maurice de Sully conferă localității Auteuil statutul de parohie. În secolul al XIII-lea, capitlul călugărilor de la Sainte-Geneviève instituie aici o seniorie.
Pentru comuna Auteuil, se creează un post de primar, administrator al moșiei care locuiește pe proprietate. Acesta primește, în 1226, responsabilitatea unui cuptor, cu obligația de a plăti o redevență anuală în natură, dedusă din cereale: șase măsuri de secară, echivalentul unui sac de mai puțin de zece kilograme. Sunt promulgate diverse obiceiuri pentru a asigura abației o rentă în natură și bani, care, în 1243, echivalează cu aproximativ două mii de livre.
În 1247, sub domnia lui Ludovic al IX-lea, iobăgia este abolită pe teritoriul parohiei, cu un secol de întârziere față de parohiile care aparțineau abației Saint-Denis. „Oamenii de corp” atașați domeniului sunt obligați să plătească o taxă pentru a-și răscumpăra libertatea.
Țăranii de rând rămân obligați să efectueze corvoada pentru întreținerea și exploatarea unui domeniu viticol de 22 de iugăre, adică aproape zece hectare (mai mare decât Ranelagh, dar mai mic decât parcul Rothschild). Amintirea acestui domeniu a fost păstrată de un Chemin des Plantes, care în franceza veche înseamnă „al viilor”. Acest drum ducea, prin pădure, către domeniul ocupat astăzi de spitalul Ambroise Paré din Boulogne, până la dispariția sa în 1860.

### Retragere bucolică (1337-1789)
La ieșirea din Războiul de 100 de Ani, care pare fără sfârșit, infrastructura agricolă din Franța este fie în ruină, fie abandonată. Populația care a supraviețuit ciumei negre s-a refugiat în târguri. În urma revoltei Cabochienilor, sunt devastate pescăriile de pe Sena și fabricile de sărarea peștelui, deținute de burghezii din suburbii. Ca peste tot, călugării de la Sainte-Geneviève sunt obligați să renunțe la privilegiile și rentele lor și să recurgă la arendare pe termen lung pentru a atrage forță de muncă.
Auteuil și-a pierdut 99,9975% din valoare, iar obiceiurile sale sunt cedate pentru doisprezece livre. În 1426, ei arendează Billancourt unui anumit Guillaume le Muet.
Deși fabrica de sărarea peștelui de la Saussières din Boulogne a fost distrusă, Auteuil, în ansamblu, deși lipsit de ziduri de apărare, pare să fi fost puțin afectat de jafuri, iar cadrul său bucolic a rămas intact, cel puțin pe durata regimului instaurat prin Tratatul de la Troyes. În această perioadă, abatele de Paris a reușit să împingă războiul dincolo de Loara, spre Bourges, înainte ca figura Ioanei d’Arc să reaprindă conflictul.
Moșia din Billancourt, recent arendată, cuprindea un hotel particular intact, înconjurat de diverse anexe, inclusiv o șură, o curte, un porumbar (privilegiu seniorial), o grădină de legume, o livadă și alte grădini, toate amplasate în mijlocul unor pășuni destinate vitelor. Pe moșie se găsea și un atelier de sărarea alimentelor, utilizat atât pentru carne de porc, cât și pentru pește.
Insula Billancourt și insula Longueignon, cele două insule alungite care aparțineau domeniului și care formează astăzi insula Saint-Germain, găzduiau probabil bărci pentru pescuitul scrumbiei sau vânătoarea de lebede.
În jurul anului 1550, regele Henric al II-lea împrejmuiește Bois de Boulogne, interzicând accesul locuitorilor parohiilor vecine, și construiește în mijlocul acesteia o reședință de vânătoare, château de la Meute. Seniorul din Auteuil în acea perioadă este Raoul Moreau, trezorierul regelui, care deține, de asemenea, castelele din Thoiry și Grosbois.
În timpul masacrului de la Noaptea Sfântului Bartolomeu, peste 1800 de cadavre sunt purtate de ape și ajung pe malurile din Auteuil, în zona Point-du-Jour. La sfârșitul secolului al XVI-lea, Auteuil devine un refugiu pentru familiile persecutate, iar mai mult de zece la sută din locuitorii săi se declară protestanți, printre care și primarul localității, avocatul pe lângă Parlament, Macheco.
În 1672, partea de nord a localității Auteuil este organizată în jurul bisericii Notre-Dame-de-l'Annonciation ca o parohie autonomă, Passy.

### Comuna Auteuil (1790-1859)

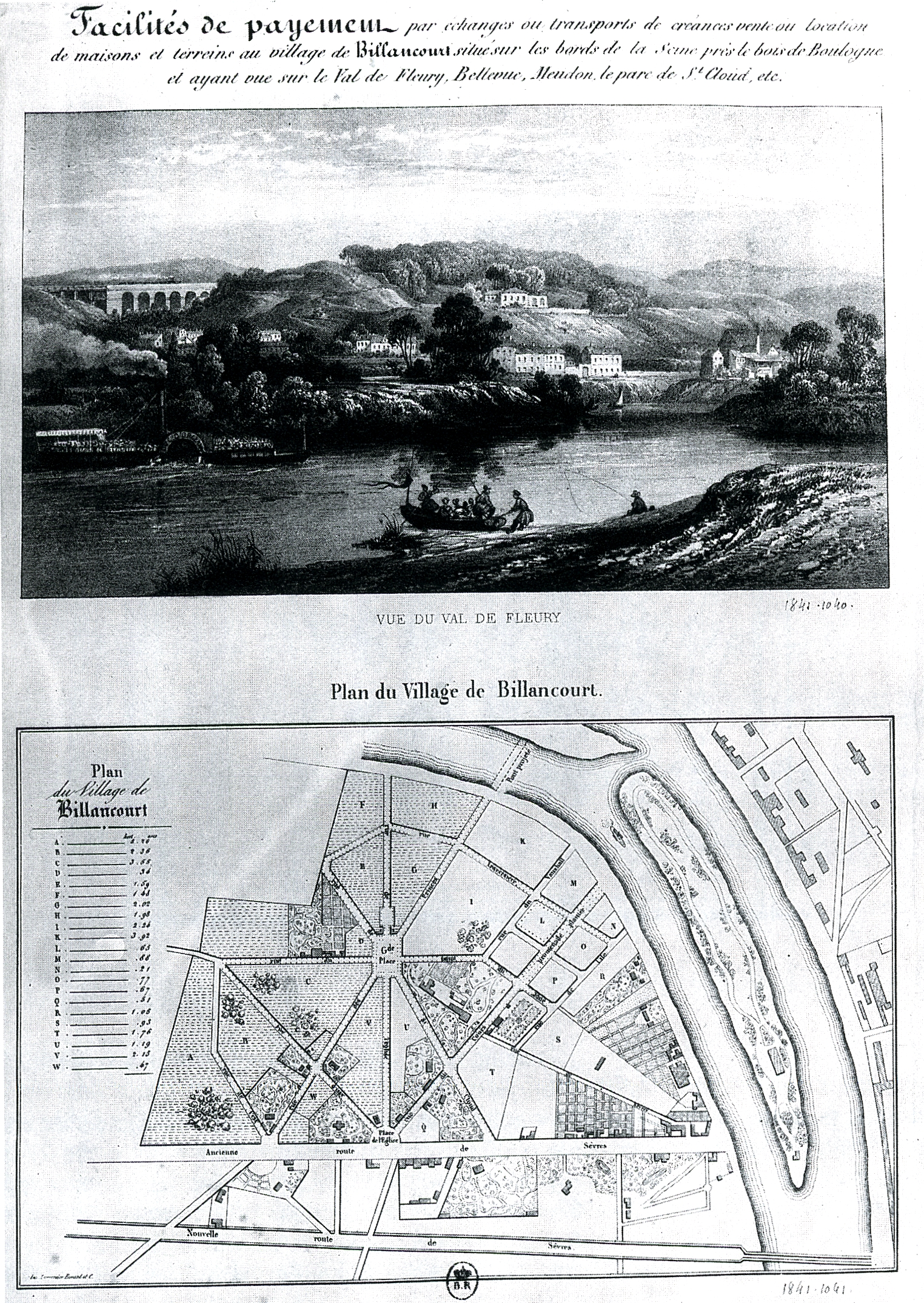
Planul satului Billancourt (aproximativ 1834).

În 1790, odată cu Revoluția Franceză, senioria Auteuil este înlocuită de comuna Auteuil. Aceasta este alcătuită din trei aglomerații: satul Auteuil, cătunul Point-du-Jour și, situat mai departe, cătunul Billancourt.
În 1794, insula Sèvres, vândută ca bun național, devine locul unde chimistul Armand Seguin construiește o fabrică de piele proiectată conform unui plan rațional pentru optimizarea productivității. De fapt, aceasta este considerată prima fabrică modernă.
Auteuil asistă, în cartierul său Billancourt, la apariția primelor semne ale revoluției industriale. În 1820, noul pod de piatră din Sèvres este aproape finalizat, iar vechiul pod de lemn, situat la două sute de metri în amonte, este demolat fără întârziere. În 1824, primul pod suspendat din lume este construit între mal și insula Seguin, marcând o premieră mondială.
În 1825, societatea baronului de Gourcuff achiziționează vasta fermă din Billancourt pentru a crea un cartier rezidențial de lux, vândut în loturi sub numele de „Hameau Fleury”. Acest proiect avangardist de oraș nou, fără precedent prin amploarea sa, definește reguli moderne de urbanism. Hameau Fleury devine o zonă complet pietonală. Tatăl lui Louis Renault va cumpăra unul dintre aceste loturi, iar aici va lua naștere centrul industriei auto franceze.
În secolul al XIX-lea, Auteuil devine renumită pentru apele sale minerale și pentru centrul său de hidroterapie. Farmecul său rural și liniștea atrag numeroși parizieni înstăriți, care construiesc aici multe case de vacanță. Acest context este descris, printre altele, într-un episod din Contele de Monte-Cristo de Alexandre Dumas.
În 1845, centura de fortificații de Thiers, a cărei construcție a început în 1840, împarte teritoriul Auteuil în două.

### Anexare și dizolvare (1860)

Repartizarea teritoriului comunal alocat Boulogne-Billancourt (cu galben) și Parisului (cu roșu).

În 1860, odată cu extinderea Parisului, comuna Auteuil este desființată, iar teritoriul său este împărțit între Paris și Boulogne:
- Partea interioară fortificațiilor, reprezentând puțin mai puțin de jumătate din teritoriu, a fost anexată Parisului, devenind un cartier al noului arondisment al 16-lea.
- Partea exterioară fortificațiilor, incluzând teritoriul Billancourt, mai puțin construită și de departe mai slab populată, a fost alocată comunei Boulogne, ca o compensație pentru terenul de la Longchamp, utilizat de ducele de Morny pentru a construi un hipodrom cu trei ani mai devreme. Cartierul Parc des Princes se afla, de asemenea, pe acest teritoriu.

## Primăria
În august 1792, primăria comunei Auteuil este instalată în place de la Fontaine (astăzi place Jean-Lorrain), apoi, în august 1804, în place d'Aguesseau (care a devenit ulterior place de l'Église-d'Auteuil), iar în 1844 la nr. 34, pe rue Boileau, într-o clădire care a fost incendiată în timpul Comunei din Paris, în 1871.

## Personalități
Pe vremea când Auteuil era doar un sat, locul era apreciat pentru farmecul său rustic, departe de agitația pariziană, dar situat convenabil pe drumul către Versailles. Ludovic al XIII-lea și apoi Ludovic al XIV-lea au venit aici pentru a vâna.

### Cercul literar

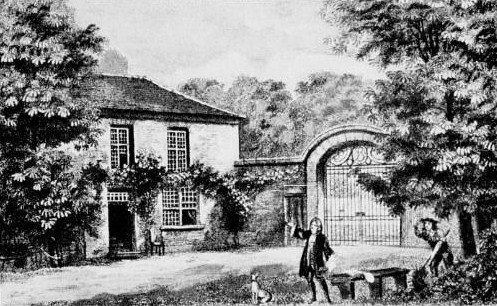
Casa lui Boileau din Auteuil

- Nicolas Boileau, scriitor francez. Este considerat cel mai mare teoretician al literaturii franceze.
- Jean-Baptiste Poquelin, cunoscut mai bine ca Molière, scriitor francez de teatru, director și actor, unul dintre maeștrii satirei comice.
- Jean de La Fontaine, poet, dramaturg și prozator francez.

Aceștia se întâlneau la Auberge du Mouton Blanc, situată pe rue d'Auteuil.

### Societatea din Auteuil
- Anne-Catherine de Ligniville Helvétius;
- Benjamin Franklin;
- Jean-Baptiste de La Chapelle;
- Nicolas de Condorcet;
- Antoine Destutt de Tracy, președintele societății Ideologilor, care organiza întâlnirile în locuința sa de lângă biserica din Auteuil;
- Jean Le Michaud d'Arçon (1733-1800), general al geniului sub monarhie și republică, care a murit la Auteuil.

În 1798 și 1799, Napoleon Bonaparte a vizitat-o de trei ori pe Madame Helvétius la Auteuil. În timpul unei plimbări prin grădina pe care generalul o considera prea mică, aceasta i-a spus cuvinte care nu aveau să fie pe deplin apreciate de el:
„ Nu vă dați seama, generale, câtă fericire se poate găsi în trei iugări de pământ. ”

### Personalități ale comunei Auteuil înainte de anexarea sa la Paris în 1860
- Benjamin Thompson (1753-1814), fizician american, conte de Rumford;